# Melilotus albus
Melilotus albus là loài thuộc họ Đậu, bản địa của châu Âu và châu Á.

## Hình ảnh

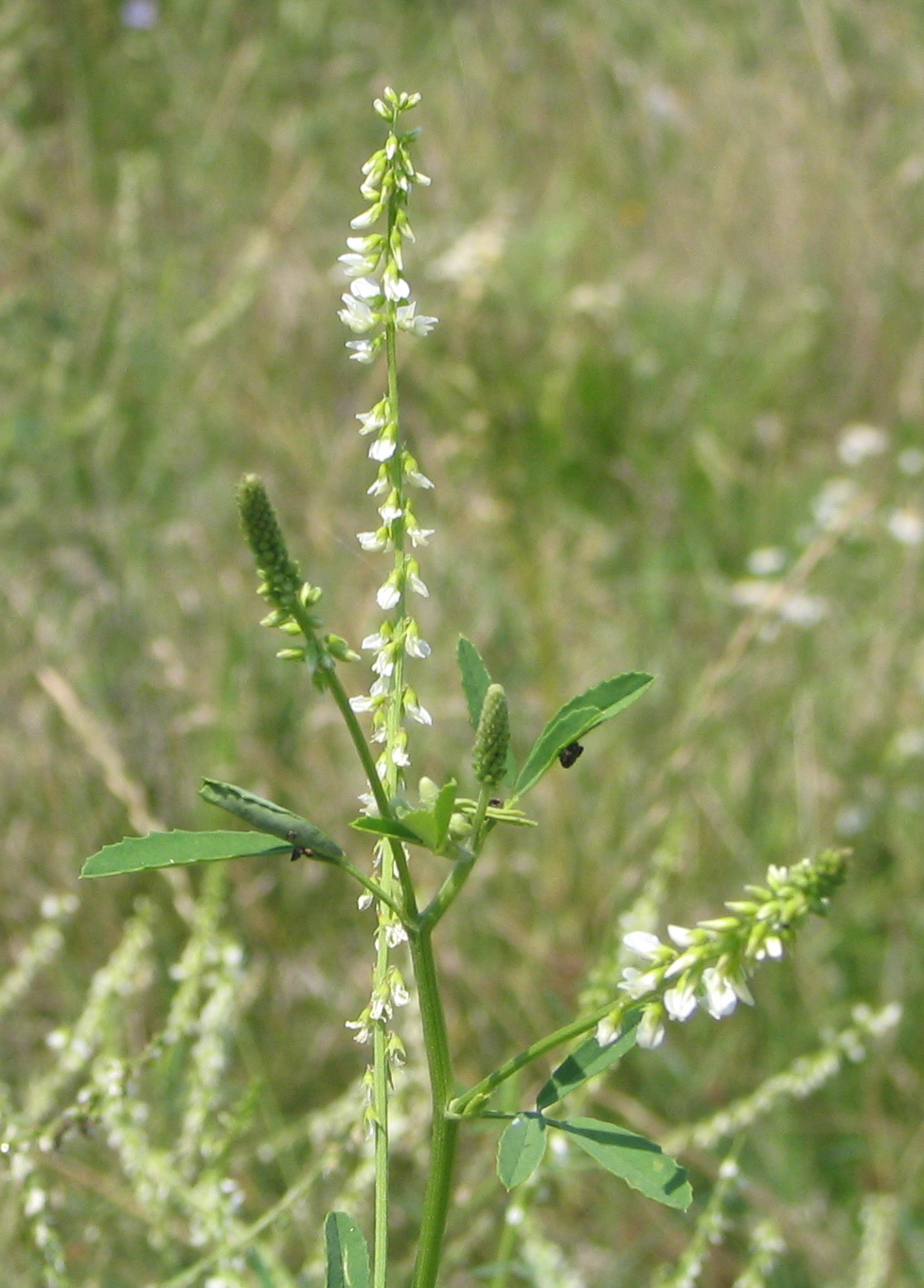
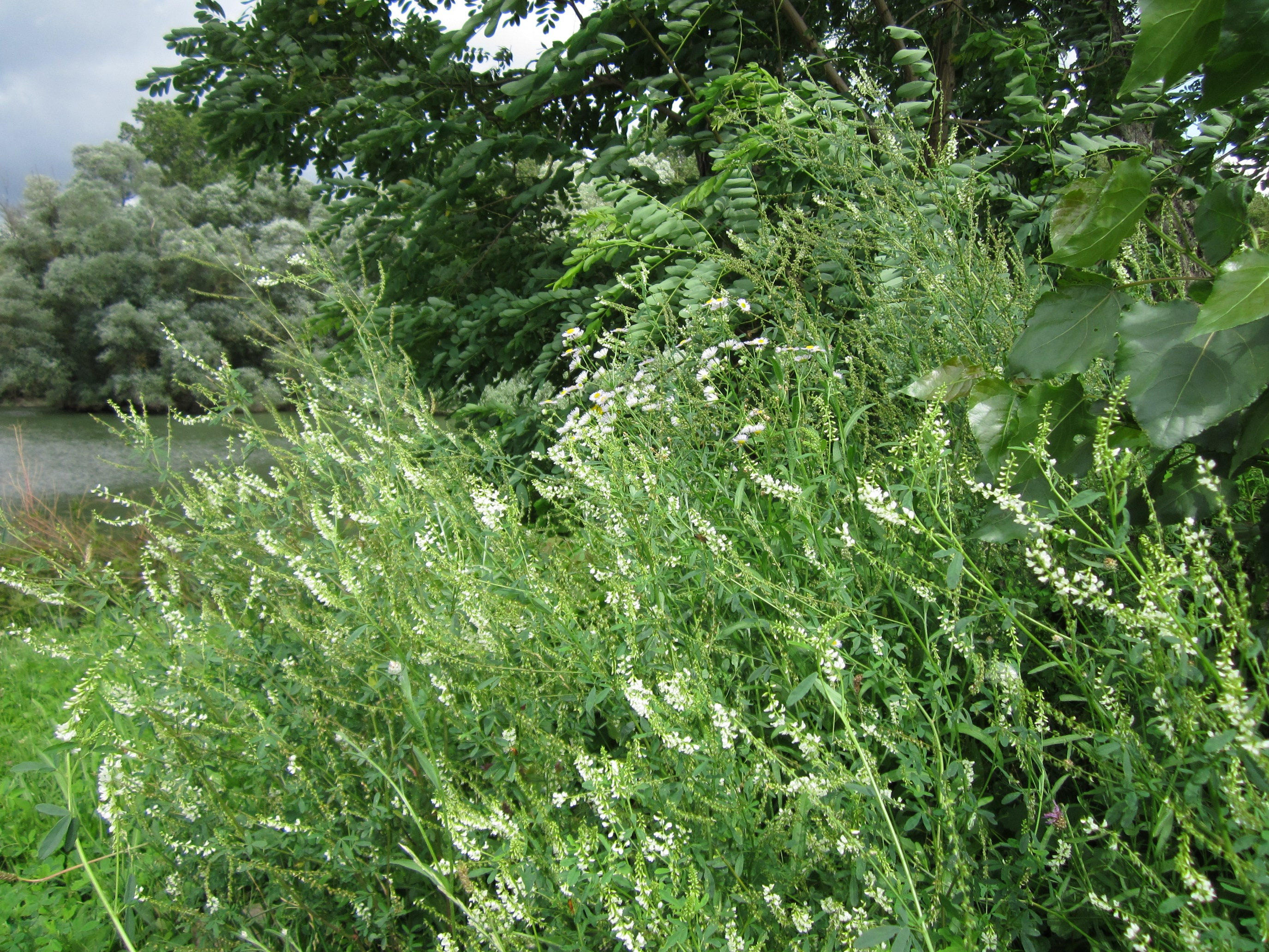
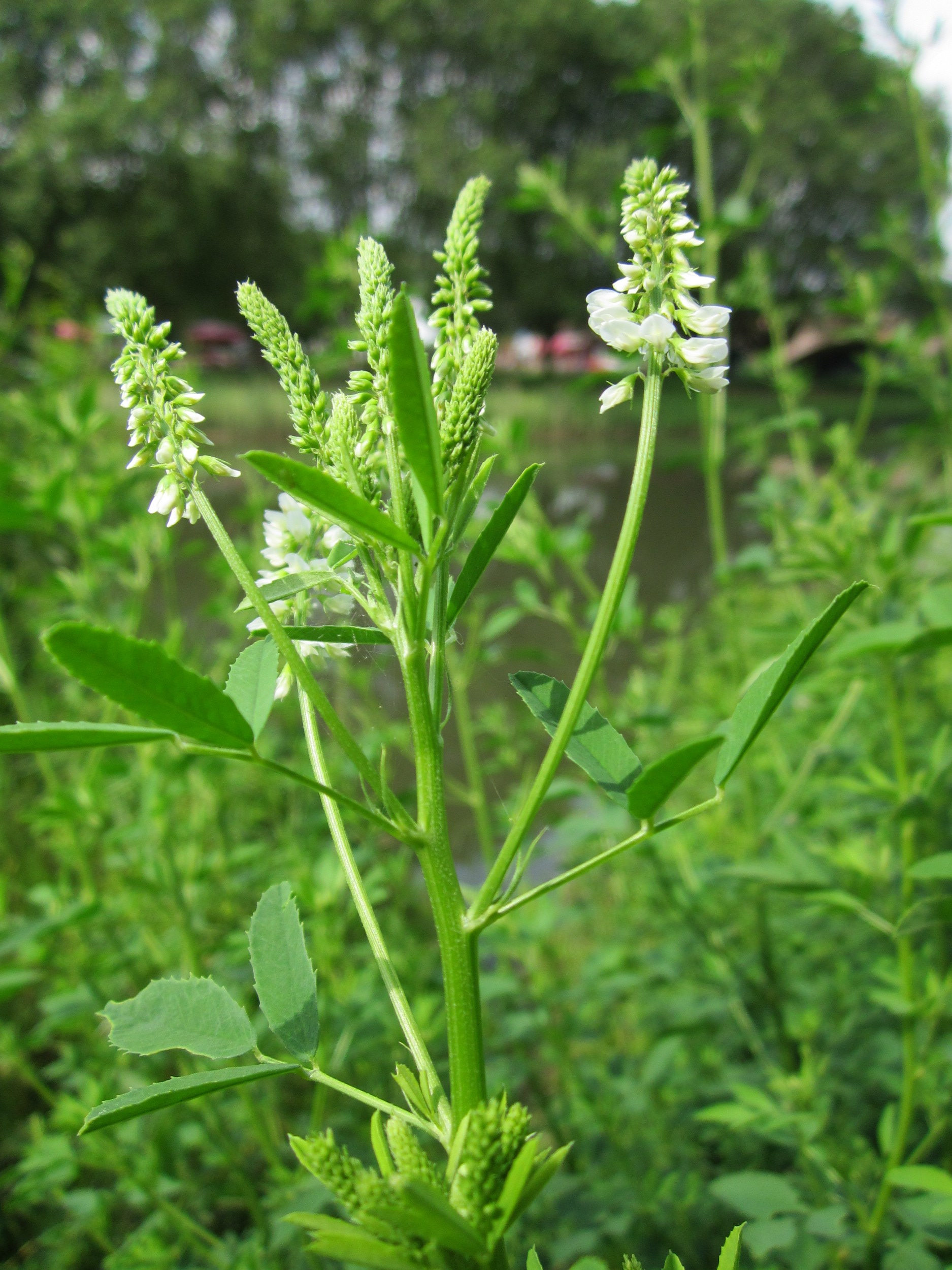
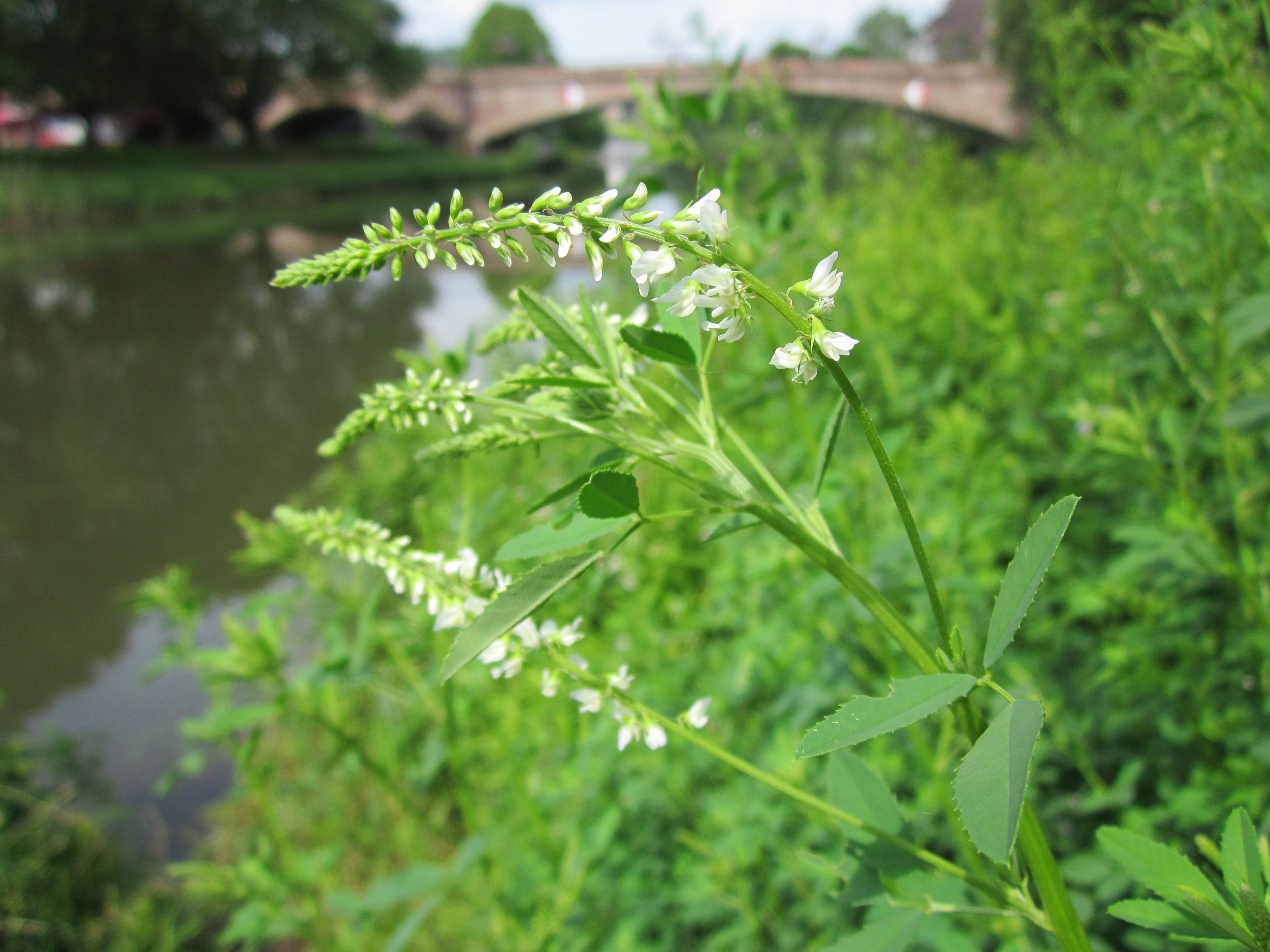
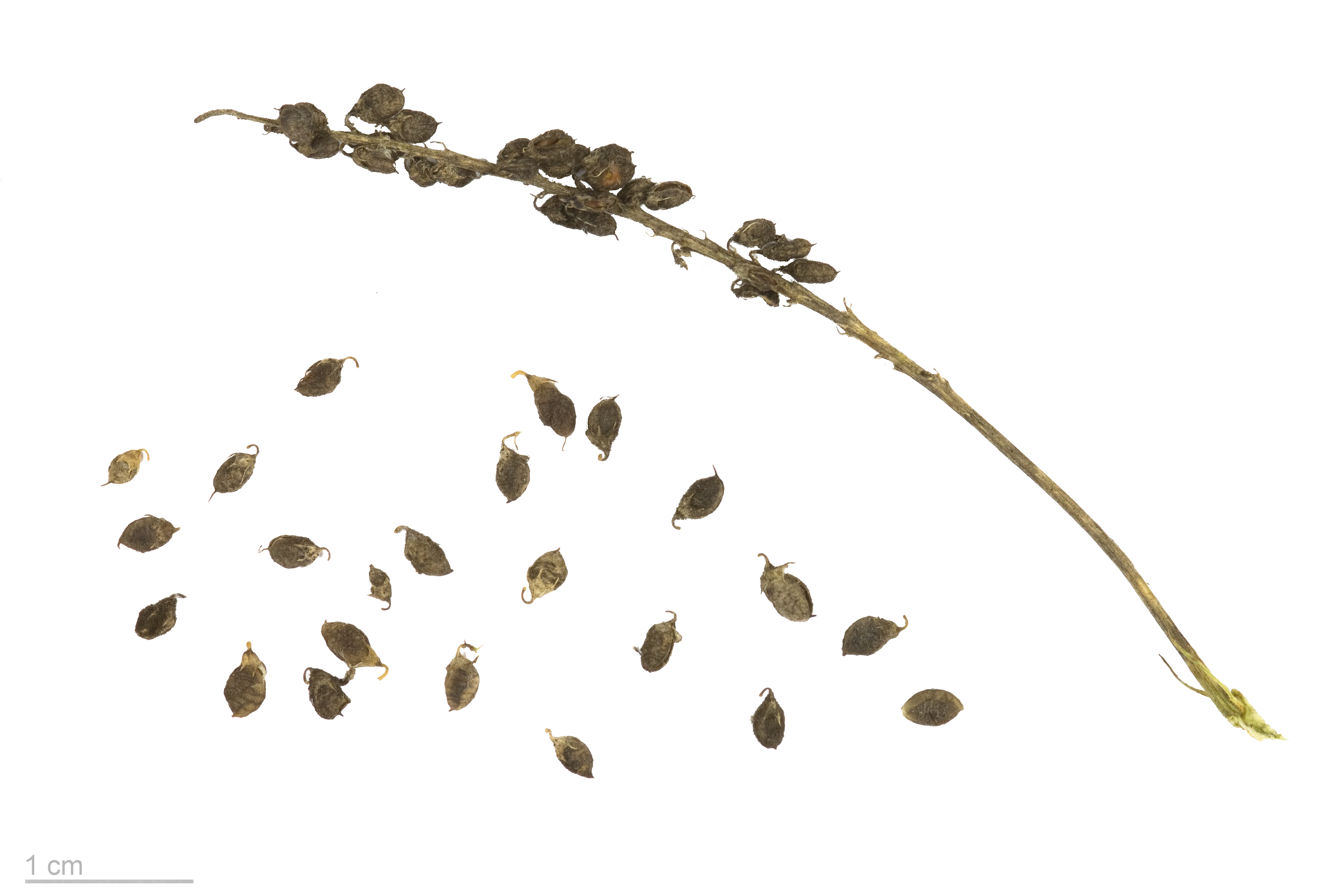
Melilotus albus - Museum specimen